# Moldefjord (Selje)
Der Moldefjord  (norwegisch Moldefjorden) ist ein südöstlicher Ausläufer der großen Bucht Sildegap an der Westküste Norwegens in der Provinz Vestland.

## Geographie

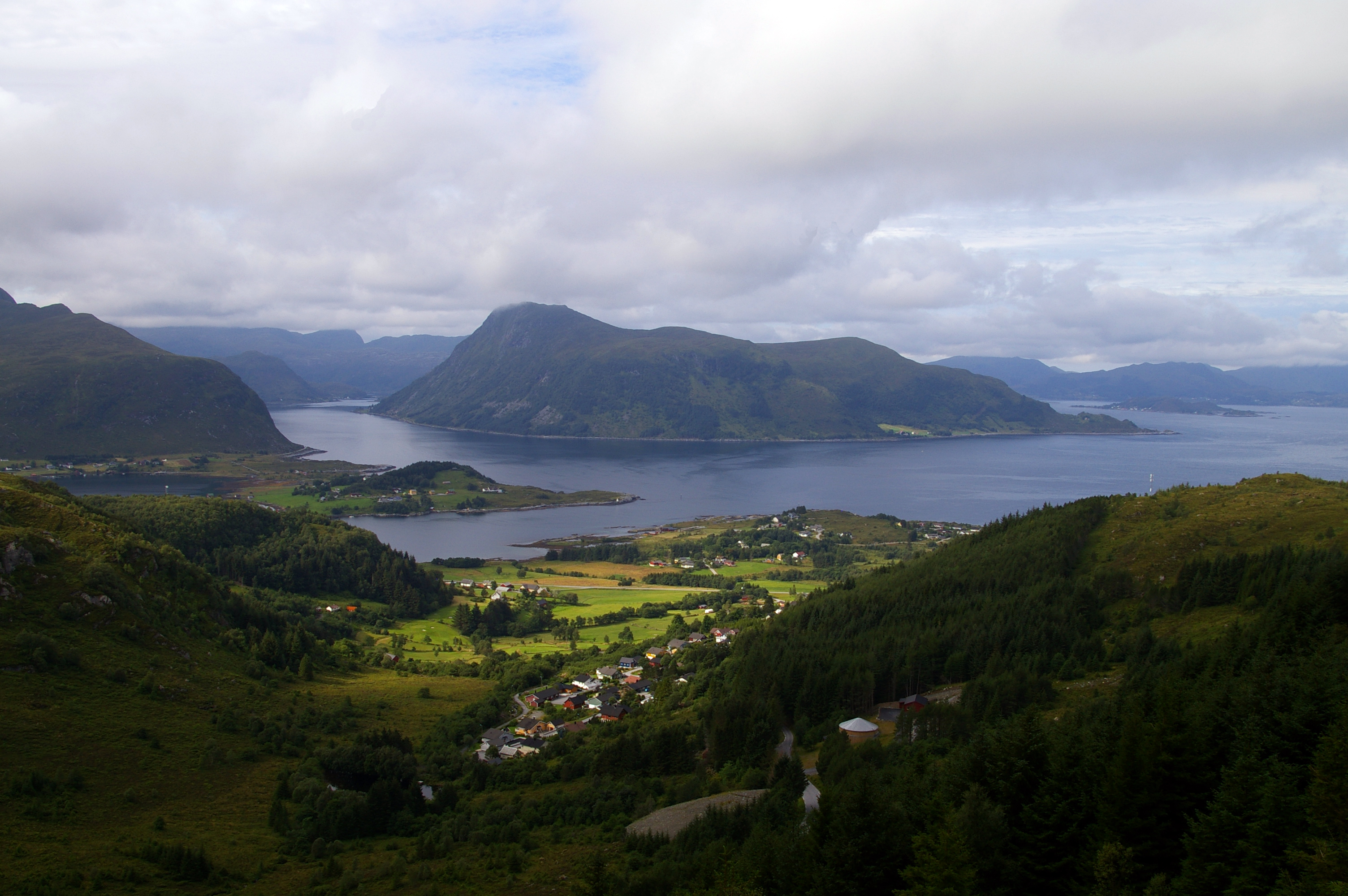
Der Moldefjord (links vorn) beginnt bei der Halbinsel Salta (links mittig) nahe der Insel Barmøya (Mitte) im Røysetfjord als dessen Fortsetzung nach Südosten (Blick von Nordosten)

Der Fjord ist die südöstliche Fortsetzung des Røysetfjords und liegt in seiner Gesamtheit in der Kommune Stad im äußersten Südwesten der Halbinsel Stadlandet. Er beginnt im Norden zwischen der Ortschaft Selje und der südlich davon gelegenen kleinen Halbinsel Salta, wo das Saltnes-Leuchtfeuer die Einfahrt markiert, und erstreckt sich etwa 4,5 km nach Südosten bis zur Siedlung Berstad. An beiden Ufern liegen nahezu durchgehend kleine Weiler und Streusiedlungen, und die Provinzstraße Fv 618 verläuft entlang der gesamten Uferlänge im Norden, Osten und Süden.

## Schiffstunnelplanung

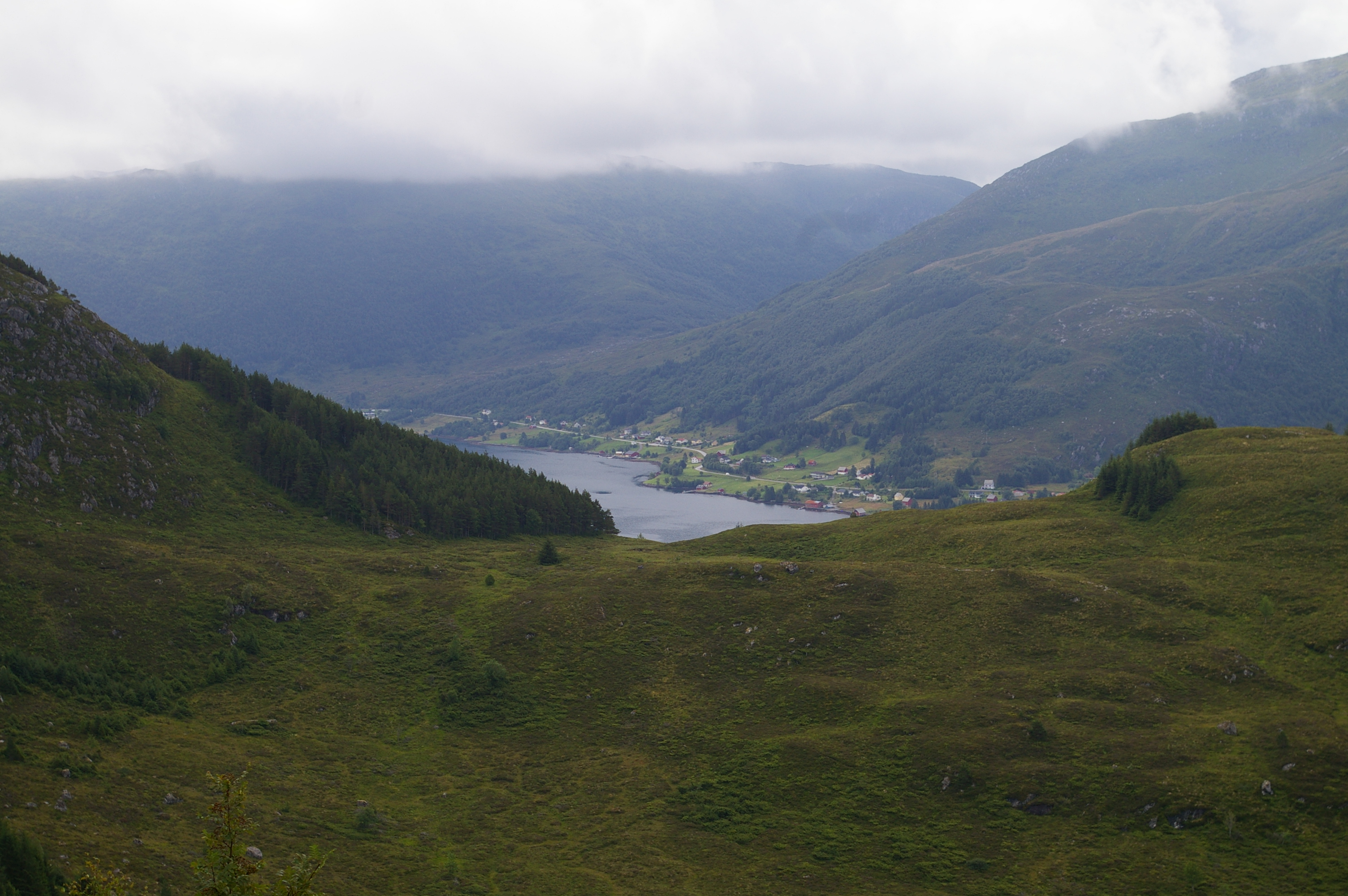
Das Ende des Moldefjords von Süden gesehen

Wegen der oft sehr schweren Wetter- und Meeresverhältnisse mit gefährlichen Kreuzseen vor der Halbinsel Stadlandet ist der Bau eines Schiffstunnels, des Stad Skipstunnel, in Planung. Dieser soll den an seiner schmalsten Stelle etwa 1,7 km breiten Isthmus zwischen dem Moldefjordende im Westen und dem Vanylvsfjord im Osten unterqueren. Der Tunnel soll rund 1,7 Kilometer lang, 49 Meter hoch und 36 Meter breit werden, sein Fahrwasser 12 Meter tief und 26,5 Meter breit und damit auch Schiffen der Hurtigruten die Durchfahrt ermöglichen.